# Aioiyama (métro de Nagoya)
Aioiyama (相生山駅, Aioiyama-eki) est une station du métro de Nagoya sur la ligne Sakura-dōri dans l'arrondissement de Midori à Nagoya.

## Situation sur le réseau
La station Aioiyama est située au point kilométrique (PK) 16,9 de la ligne Sakura-dōri.

## Histoire
La station a été inaugurée le 27 mars 2011.

## Services aux voyageurs

### Accès et accueil
La station est ouverte tous les jours.

### Desserte
- Ligne Sakura-dōri :
  - voie 1 : direction Tokushige
  - voie 2 : direction Taiko-dori